# Efectul Kerr
A nu se confunda cu efectul Kerr magneto-optic!
În optica ondulatorie, efectul Kerr (sau birefringența electrică) reprezintă birefringența provocată unor materiale (lichide și gaze) sub acțiunea unui câmp electric.
A fost descoperit în 1875 de către fizicianul scoțian John Kerr.
Efectul câmpului electric decurge practic fără inerție, ceea ce a condus la numeroase aplicații ale celulelor Kerr pentru comanda intensității fasciculelor de lumină.
Celula Kerr este de regulă umplută cu nitrobenzen în care sunt cufundați doi electrozi plani, care formează un condensator plan și astfel se poate aplica un câmp electric uniform.
Între nicoli încrucișați, în absența câmpului electric, lumina nu trece prin sistem.
La aplicarea câmpului electric, lichidul din zona condensatorului se comportă ca un cristal uniax, cu direcția axei optice în direcția câmpului electric, lumina fiind lăsată să treacă într-o proporție care depinde de intensitatea câmpului.
Efectul va fi maxim când direcția câmpului electric va fi la 45o față de direcțiile de vibrație permise de nicolii încrucișați.
Experiența arată că birefringența provocată este proporțională cu pătratul intensității E a câmpului electric:
{\displaystyle n_{e}-n_{0}=kE^{2}.}
Ca urmare, diferența de fază dintre vibrațiile extraordinară și ordinară, după străbaterea lungimii l a zonei aflată în câmp electric, va fi:
{\displaystyle \phi =2\pi {\frac {\delta }{\lambda }}=2\pi {\frac {l(n_{e}-n_{0})}{\lambda }}=2\pi {\frac {lkE^{2}}{\lambda }}}
sau:
{\displaystyle \phi =2\pi BIE^{2},}
unde constanta de material B, denumită constanta lui Kerr, scade cu creșterea temperaturii.